# Функции полезности на неделимых товарах
Некоторые ветви экономики и теории игр имеют дело с неделимыми товарами, дискретными объектами, которые можно передавать только как целое. Например, в комбинаторных аукционах имеется конечный набор объектов и каждый агент может купить подмножество предметов, но предмет не может быть разделён между двумя (или более) агентами.
Обычно предполагается, что любой агент назначает субъективную полезность каждому поднабору объектов. Это может быть представлено двумя путями
- Отношение порядковой полезности, обычно обозначаемое как {\displaystyle \succ }. Факт, что агент предпочитает набор {\displaystyle A} набору {\displaystyle B}, записывается как {\displaystyle A\succ B}. Если агент только слабо предпочитает {\displaystyle A} (то есть, либо предпочитает {\displaystyle A}, либо он не видит разницы между {\displaystyle A} и {\displaystyle B}), это записывается как {\displaystyle A\succeq B}.
- Функция количественной полезности обозначается как {\displaystyle u}. Полезность агента, которую, он получает от набора {\displaystyle A}, записывается как {\displaystyle u(A)}. Функция количественной полезности часто нормализуется, так что {\displaystyle u(\emptyset )=0}, где {\displaystyle \emptyset } — пустое множество.

Из функции количественной полезности вытекает отношение предпочтения: из {\displaystyle u(A)>u(B)} следует {\displaystyle A\succ B} и из {\displaystyle u(A)\geqslant u(B)} следует {\displaystyle A\succeq B}. Функции полезности могут иметь некоторые свойства.

## Монотонность
Монотонность означает, что агент всегда (слабо) предпочитает иметь лишние объекты. Формально: 
- Для отношений предпочтения: из {\displaystyle A\supseteq B} вытекает {\displaystyle A\succeq B}.
- Для функции полезности: из {\displaystyle A\supseteq B} вытекает {\displaystyle u(A)\geqslant u(B)} (то есть, u является монотонной функцией).

Монотонность эквивалентна предположению свободного отбрасывания — если агент может всегда отбросить нежелательный объект, то лишние объекты никогда не уменьшат полезность.

## Аддитивность
| {\displaystyle A}          | {\displaystyle u(A)} |
| -------------------------- | -------------------- |
| {\displaystyle \emptyset } | 0                    |
| яблоко                     | 5                    |
| шляпа                      | 7                    |
| яблоко и шляпа             | 12                   |

Аддитивность (которая называется также линейностью или модулярностью) означает, что «целое равно сумме своих частей». То есть полезность множества объектов равна сумме полезностей каждого объекта по отдельности. Это свойство относится только к функциям количественной полезности. Это означает, что для любого множества {\displaystyle A} объектов,
{\displaystyle u(A)=\sum _{x\in A}u({x})}
при  предположении, что {\displaystyle u(\emptyset )=0}. Другими словами, {\displaystyle u} является аддитивной функцией. Эквивалентное определение: для любых множеств объектов {\displaystyle A} и {\displaystyle B},
{\displaystyle u(A)+u(B)=u(A\cup B)+u(A\cap B).}
Аддитивная функция полезности является характеристикой независимых товаров. Например, яблоко и шляпа считаются независимыми: полезность для лица, полученная от яблока, будет той же самой, независимо от того, имеет он шляпу или нет, верно и обратное. Типичная функция полезности для этого случая дана справа.

## Субмодулярность и супермодулярность
| {\displaystyle A}          | {\displaystyle u(A)} |
| -------------------------- | -------------------- |
| {\displaystyle \emptyset } | 0                    |
| яблоко                     | 5                    |
| хлеб                       | 7                    |
| яблоко и хлеб              | 9                    |

Субмодулярность означает, что «целое не более чем сумма своих частей (но может быть меньше)». Формально, для всех множеств {\displaystyle A} и {\displaystyle B},
{\displaystyle u(A)+u(B)\geqslant u(A\cup B)+u(A\cap B)}
Другими словами, {\displaystyle u} является субмодулярной функции множеств.
Эквивалентным свойством является убывающая предельная полезность, это означает, что для любых множеств {\displaystyle A} и {\displaystyle B} с {\displaystyle A\subseteq B}, и  любого {\displaystyle x\notin B}:
{\displaystyle u(A\cup \{x\})-u(A)\geqslant u(B\cup \{x\})-u(B)}.
Субмодулярная функция полезности является характеристикой  взаимозаменяемых товаров. Например, яблоко и ломоть хлеба можно считать взаимозаменяемыми — полезность, которое лицо получает от съедания яблока, меньше, если он уже съел хлеб (и наоборот), поскольку он будет менее голоден в этом случае. Типичная функция полезности для этого случая приведена справа.
| {\displaystyle A}          | {\displaystyle u(A)} |
| -------------------------- | -------------------- |
| {\displaystyle \emptyset } | 0                    |
| яблоко                     | 5                    |
| нож                        | 7                    |
| яблоко и нож               | 15                   |

Супермодулярность противоположна субмодулярности, это означает, что «целое не меньше суммы своих частей (но может быть больше)». Формально, для всех множеств {\displaystyle A} и {\displaystyle B},
{\displaystyle u(A)+u(B)\leqslant u(A\cup B)+u(A\cap B)}
Другими словами, {\displaystyle u} является супермодулярной функцией множеств.
Эквивалентным свойством является возрастающая предельная полезность, которая означает, что для всех множеств {\displaystyle A} и {\displaystyle B} с {\displaystyle A\subseteq B}, и любого {\displaystyle x\notin B}: 
{\displaystyle u(B\cup \{x\})-u(B)\geqslant u(A\cup \{x\})-u(A)}.
Супермодулярная функция полезности является характеристикой комплементарных благ. Например, яблоко и нож можно считать комплементарными — удовлетворение, получаемое лицом от яблока, будет больше, если он получит вдобавок ещё и нож, поскольку будет проще есть яблоко, отрезая от него куски. Возможная функция полезности для этого случая приведена справа.
Функция полезности is аддитивна тогда и только тогда, когда она и субмодулярна, и супермодулярна.

## Субаддитивность и супераддитивность
| {\displaystyle A}          | {\displaystyle u(A)} |
| -------------------------- | -------------------- |
| {\displaystyle \emptyset } | 0                    |
| X, Y или Z                 | 2                    |
| X,Y или Y,Z или Z,X        | 3                    |
| X,Y,Z                      | 5                    |

Субаддитивность означает, что для любой пары непересекающихся множеств {\displaystyle A,B}
{\displaystyle u(A\cup B)\leqslant u(A)+u(B)}
Другими словами, {\displaystyle u} является субаддитивной функцией множеств.
При предположении, что {\displaystyle u(\emptyset )} является неотрицательной, любая субмодулярная функция субаддитивна. 
Однако имеются неотрицательные субаддитивные функции, не являющиеся субмодулярными. 
Например, представим, что имеется 3 идентичных объекта, {\displaystyle X,Y} и {\displaystyle Z}, и полезность зависит только от их количества. Таблица справа описывает функцию полезности, которая субаддитивна, но не субмодулярна, поскольку
{\displaystyle u(\{X,Y\})+u(\{Y,Z\})<u(\{X,Y\}\cup \{Y,Z\})+u(\{X,Y\}\cap \{Y,Z\}).}
| {\displaystyle A}          | {\displaystyle u(A)} |
| -------------------------- | -------------------- |
| {\displaystyle \emptyset } | 0                    |
| X или Y или Z              | 1                    |
| X,Y или Y,Z или Z,X        | 3                    |
| X,Y,Z                      | 4                    |

Супераддитивность означает, что для любой пары непересекающихся множеств {\displaystyle A,B}
{\displaystyle u(A\cup B)\geqslant u(A)+u(B)}
Другими словами, {\displaystyle u} является супераддитивной функцией множеств.
При предположении, что {\displaystyle u(\emptyset )} не положительна, любая супермодулярная функция является супераддитивной.
Однако существуют неотрицательные cупераддитивные функции, не являющиеся супермодулярными. 
Например, предположим, что есть 3 идентичных объекта, {\displaystyle X,Y} и Z, и полезность зависит только от их количества. Таблица справа описывает функцию полезности, которая неотрицательна и супераддитивна, но не супермодулярна, поскольку
{\displaystyle u(\{X,Y\})+u(\{Y,Z\})<u(\{X,Y\}\cup \{Y,Z\})+u(\{X,Y\}\cap \{Y,Z\}).}
Функция полезности с {\displaystyle u(\emptyset )=0} аддитивна тогда и только тогда, когда она и супераддитивна, и субаддитивна.
При типичном предположении, что {\displaystyle u(\emptyset )=0}, любая субмодулярная функция субаддитивна, а любая супермодулярная функция супераддитивна.
Без наложения такого ограничения на пустое множество эти соотношения не верны.
В частности, если субмодулярная функция не субаддитивна, то {\displaystyle u(\emptyset )} должна быть отрицательной.
Например, предположим, что имеется два объекта, {\displaystyle X,Y}, с {\displaystyle u(\emptyset )=-1}, {\displaystyle u(\{X\})=u(\{Y\})=1} и {\displaystyle u(\{X,Y\})=3}.
Эта функция полезности субмодулярна и супермодулярна и неотрицательна, за исключением пустого множества, но не субаддитивна, поскольку
{\displaystyle u(\{X,Y\})>u(\{X\})+u(\{Y\}).}
Также, если супермодулярная функция не супераддитивна, то {\displaystyle u(\emptyset )} должно быть положительно.
Представим вместо этого, что {\displaystyle u(\emptyset )=u(\{X\})=u(\{Y\})=u(\{X,Y\})=1}.
Эта функция полезности неотрицательна, супермодулярна и субмодулярна, но не супераддитивна, поскольку
{\displaystyle u(\{X,Y\})<u(\{X\})+u(\{Y\}).}

## Единичный запрос
| {\displaystyle A}          | {\displaystyle u(A)} |
| -------------------------- | -------------------- |
| {\displaystyle \emptyset } | 0                    |
| яблоко                     | 5                    |
| груша                      | 7                    |
| яблоко и груша             | 7                    |

Единичный запрос (ЕЗ, англ. Unit demand, UD) означает, что агент хочет только один объект. Если агент получает два и более объектов, он использует один из них, дающий бо́льшую полезность, а второй объект отбрасывается. Формально:
- Для отношения предпочтения: для любого множества {\displaystyle B} существует подмножество {\displaystyle A\subseteq B} с размером {\displaystyle |A|=1}, такое что {\displaystyle A\succeq B}.
- Для функции полезности:  для любого множества {\displaystyle A}:[3]

{\displaystyle u(A)=\max _{x\in A}u({x})}
Функция единичного запроса является экстремальным вариантом субмодулярной функции. Функция является характеристикой добра, которое является полностью взаимозаменяемым. Например, если имеется яблоко и груша, а агент хочет съесть отдельный фрукт, то эта функция полезности является единичным запросом, как показано в таблице справа.

## Полная подстановка

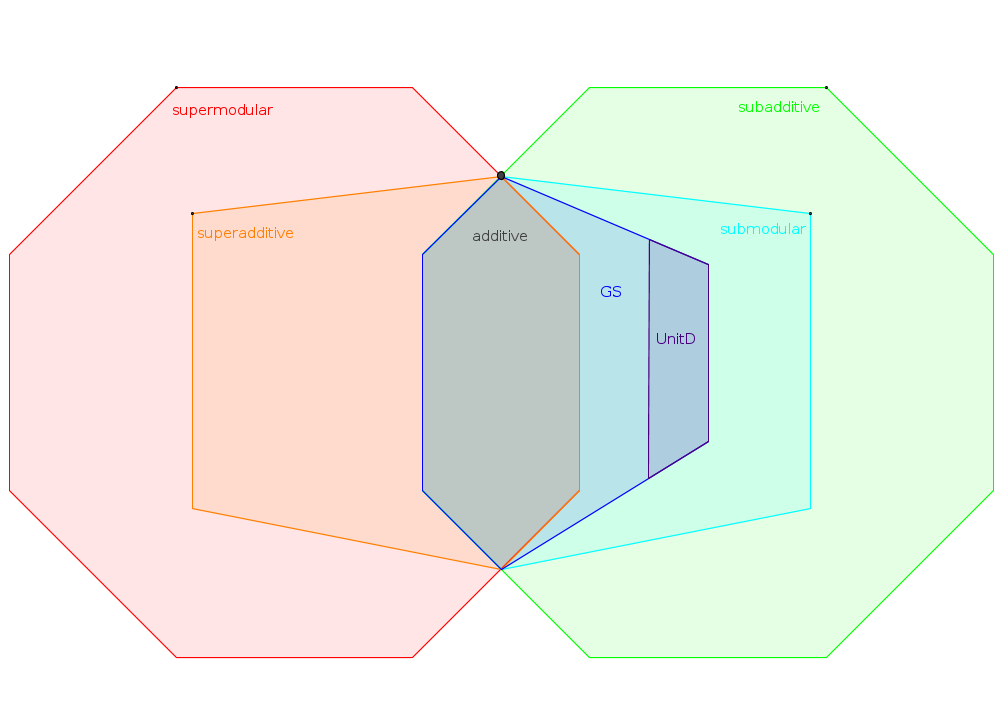
Иллюстрация связей общих классов функций полезности.

Полная подстановка (ПП, англ. Gross substitutes, GS) означает, что агенты рассматривают объекты как взаимозаменяемые товары или независимые товары, но некомплементарные товары. Имеется много формальных определений этого свойства, все из них эквивалентны. 
- Любая ЕЗ оценка является ПП, но обратное неверно.
- Любая ПП оценка субмодулярна, но обратное неверно.

См. статью Полная подстановка для детального обсуждения.
Следовательно, есть следующие связи между классами:
ЕЗ {\displaystyle \subsetneq } ПП {\displaystyle \subsetneq } Субмодулярные {\displaystyle \subsetneq } Субаддитивные
См. рисунок справа.

## Агрегирование функций полезности
Функция полезности описывает индивидуальные предпочтения. Часто нам нужна функция, которая описывает удовлетворённость всего сообщества. Такая функция называется функцией общественного благосостояния и обычно это агрегатная функция двух и более функций полезности. Если индивидуальные функции полезности аддитивны, то следующее верно для агрегатных функций:
| Агрегатная функция | Свойство           | Пример значений функций от {a}, {b} и {a,b} | Пример значений функций от {a}, {b} и {a,b} | Пример значений функций от {a}, {b} и {a,b} | Пример значений функций от {a}, {b} и {a,b} |
| Агрегатная функция | Свойство           | f                                           | g                                           | h                                           | агрегат(f,g,h)                              |
| ------------------ | ------------------ | ------------------------------------------- | ------------------------------------------- | ------------------------------------------- | ------------------------------------------- |
| Сумма              | Аддитивная         | 1,3; 4                                      | 3,1; 4                                      |                                             | 4,4; 8                                      |
| Среднее            | Аддитивная         | 1,3; 4                                      | 3,1; 4                                      |                                             | 2,2; 4                                      |
| Минимум            | Супераддитивная    | 1,3; 4                                      | 3,1; 4                                      |                                             | 1,1; 4                                      |
| Максимум           | Субаддитивная      | 1,3; 4                                      | 3,1; 4                                      |                                             | 3,3; 4                                      |
| Медиана            | ни одно из свойств | 1,3; 4                                      | 3,1; 4                                      | 1,1; 2                                      | 1,1; 4                                      |
| Медиана            | ни одно из свойств | 1,3; 4                                      | 3,1; 4                                      | 3,3; 6                                      | 3,3; 4                                      |